# Mimudea leucostictalis
Mimudea leucostictalis là một loài bướm đêm trong họ Crambidae.